# پیاستوو
پیاستوو (به لهستانی:  Piastów) یک منطقهٔ مسکونی در لهستان است که در شهرستان پروشکوف واقع شده‌است. پیاستوو ۵٫۸۳ کیلومتر مربع مساحت و ۲۲٬۸۲۶ نفر جمعیت دارد.